# Malga Tassulla
La Malga Tassulla (o Malga Tasula Minerf 2087 m s.l.m.) è una malga situata all'inizio della Val Nana raggiungibile da Cles o da Tuenno attraverso strade carrozzabili. È un complesso di tre edifici, parte dello stallone è ora un bivacco intitolato a Guido Pinamonti, gestito dalla SAT sezione di Rallo.

## Accessi
Si può raggiungere la malga da Tuenno e da Cles arrivando in auto fino al parcheggio del Lago dei Durigal (1868 m), bivio per raggiungere il Rifugio Peller. Da qui si prosegue verso sud lungo la strada e dopo una ripida salita iniziale si attraversa il pascolo aggirando la Croce del Peller. Da qui si ha una visione della Val di Non e di tutte le cime che la circondano. Lungo il percorso si può vedere la Val di Tovel con in basso il Lago di Tovel e sullo sfondo le cime del gruppo di Brenta settentrionale a sud-est e le cime del sottogruppo della Campa a sud.
Il tempo necessario per raggiungere la malga è di circa 45 minuti, il dislivello è di 219 metri.

## Traversate
Dalla Malga Tassulla si possono compiere facili percorsi escursionistici tra le quali le traversate a:
- al Rifugio Peller (2022 m); si impiega circa un'ora, il dislivello è di circa 150 metri;
- al Baito Nana (2099 m); si impiega circa un'ora, il dislivello è quasi nullo;
- al Bivacco Costanzi (2365 m); si impiegano circa due ore, si percorre tutta la Val Nana e si passa per il Passo di Pra Castron a quota 2502, il dislivello è di circa 500 metri;
- al Bivacco Bonvecchio (2790 m) e al passo del Grostè, (sentiero alpinistico). Il tempo necessario varia tra le otto e le dieci ore. Il dislivello ammonta a circa 1500 metri.

## Ascensioni
Tutte le vette della Val Nana sono raggiungibili in un giorno dalla Malga Tassulla. In ordine decrescente di quota sono:
- Sasso Rosso - 2645 m
- Cima Nana - 2572 m
- Cima Uomo - 2543 m
- Cima Ometto - 2466 m
- Cima Cesta - 2454 m
- Cima Vallina - 2397 m
- Il Pallon - 2320 m
- Monte Peller - 2319 m
- Monte Pelleròt - 2292 m
- Monte Castellaccio - 2206 m

In più si possono raggiungere le cime lungo la via ferrata Costanzi (prima parte del "Sentiero delle Cime" - sentiero sat 336) che in ordine sono principalmente:
- Cima Benon - 2687 m
- Cima Tuena - 2685 m
- Cima del Vento - 2761 m
- Cima delle Livezze - 2780 m
- Cima Rocca - 2824 m
- Cima Paradiso - 2838 m
- Cima Sassara - 2894 m
- Sasso Alto - 2897 m

## Galleria d'immagini
Alcune foto che possono essere scattate nei pressi di Malga Tassulla.

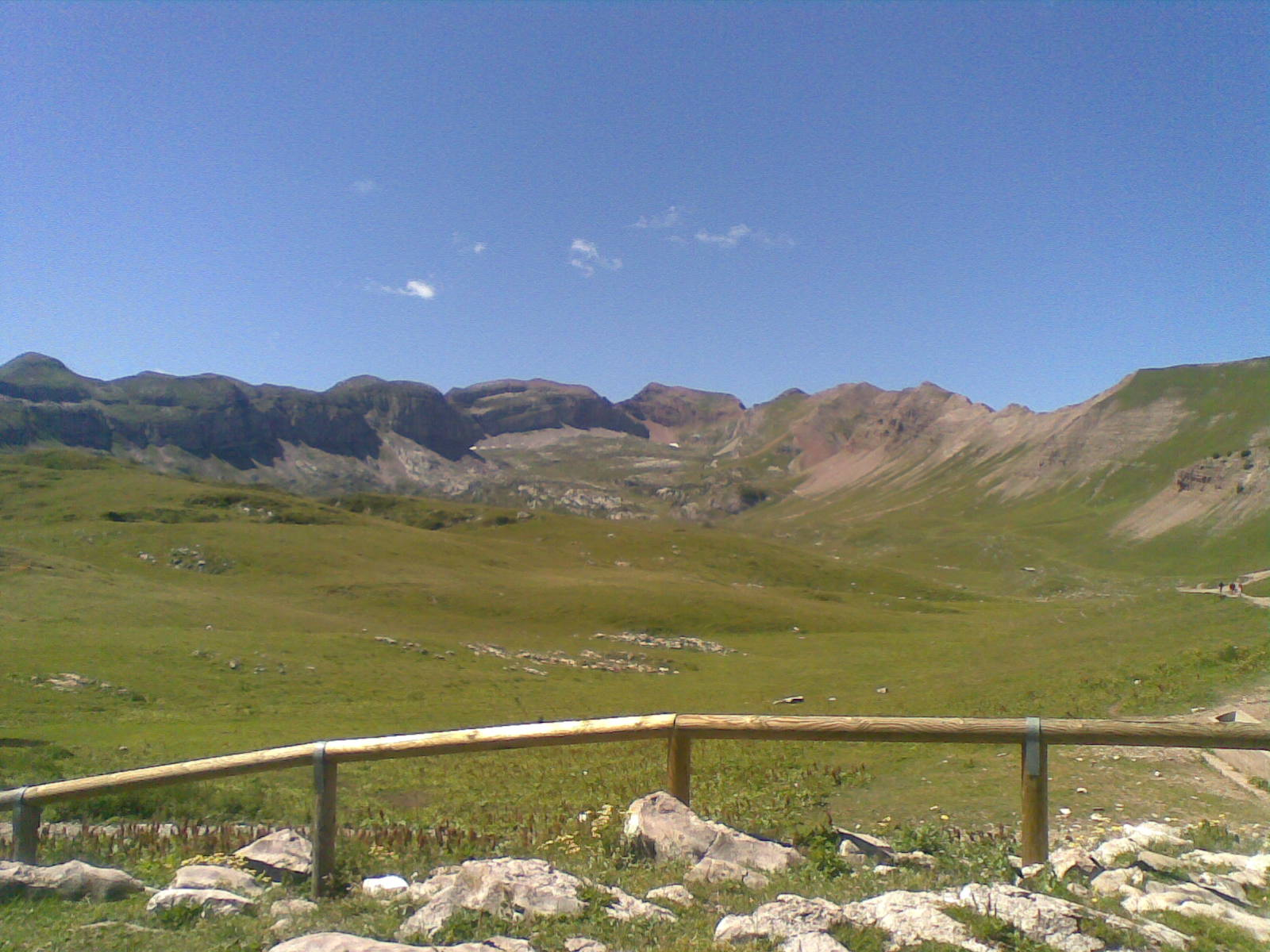
La val Nana dalla Malga Tassulla
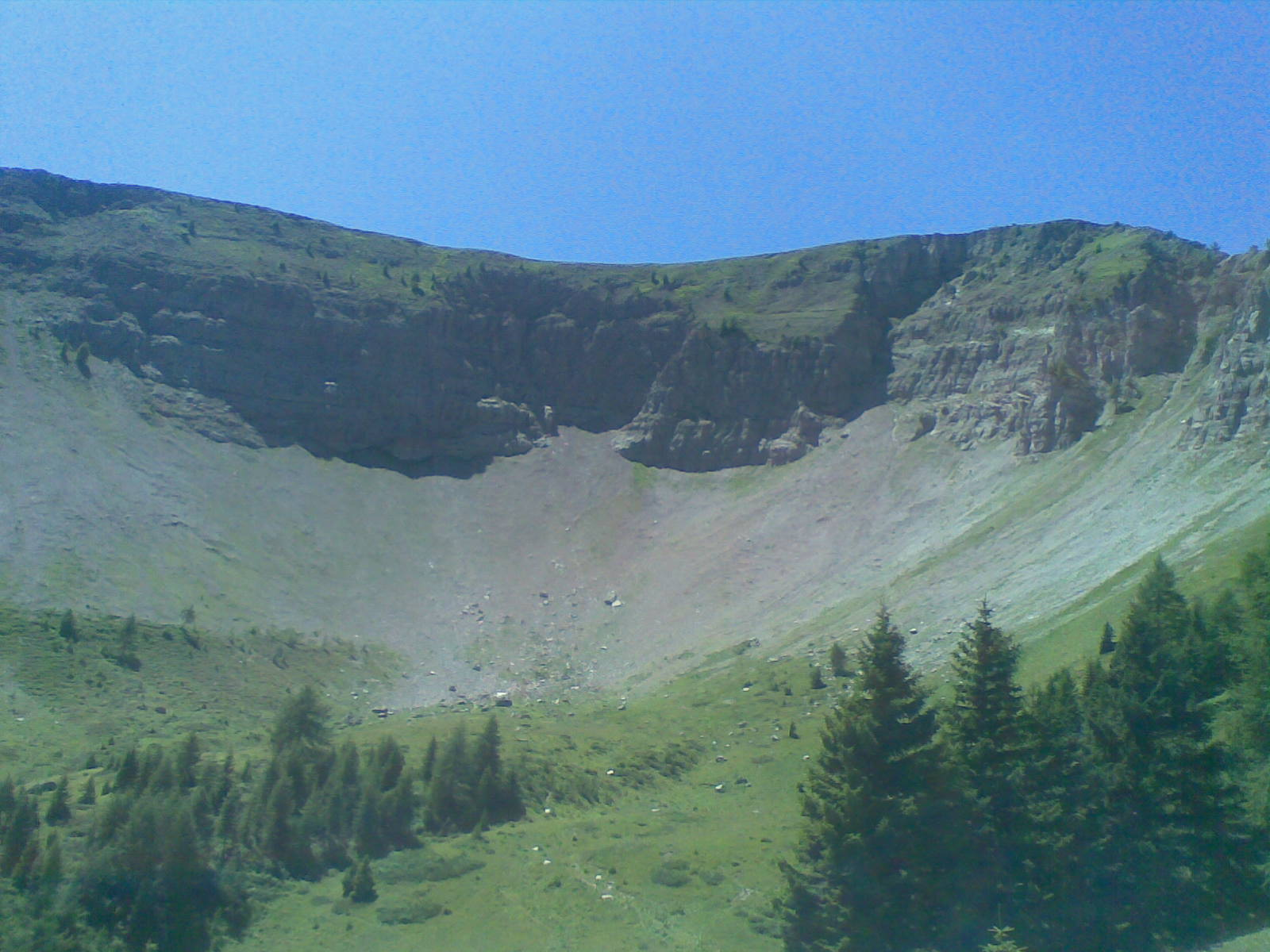
La parete sud-est del Monte Peller
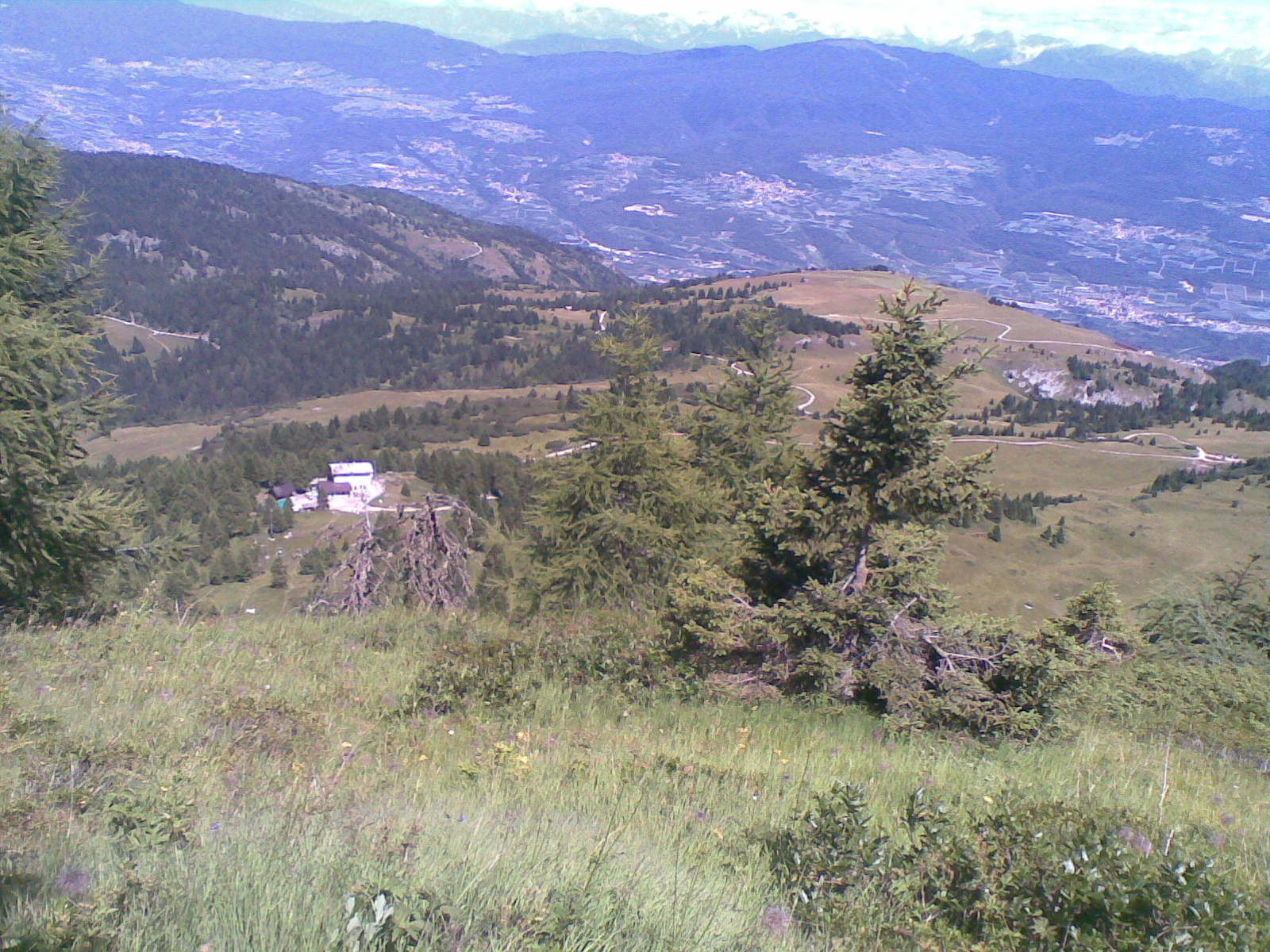
Il Rifugio Peller e la Val di Non
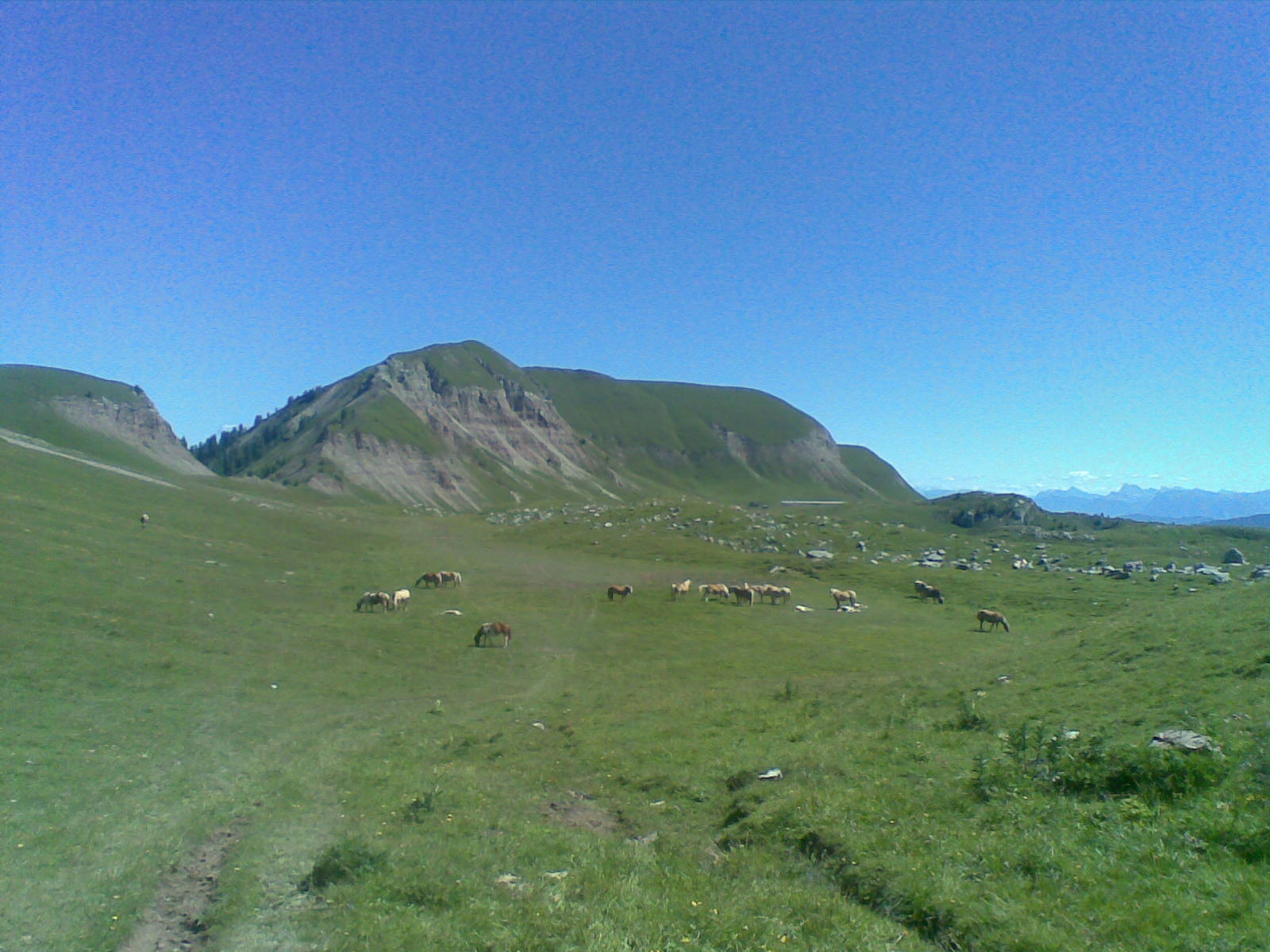
La Val Nana verso la Malga Tassulla